# John Benjamin Clark Watkins
John Benjamin Clark Watkins (* 1902 auf der Norval Station bei Brampton, Ontario; † 12. Oktober 1964 in Montreal) war ein kanadischer Botschafter.

## Leben
John Watkins war das erste Kind von Jane Clark und John Watkins, die auf einer Farm in der Nähe des kleinen Grand Trunk railway depot of Norval Station, wohnten. Sein Vater starb 1906. Watkins studierte an der University of Manitoba skandinavische Pädagogie und trat 1946 in den auswärtigen Dienst.
1948 wurde er an die Botschaft in Moskau entsandt. Er gewann einen großen Freundeskreis, wodurch es ihm möglich war, an Orte zu reisen, welche anderen ausländischen Diplomaten nicht zugänglich waren. Beispielsweise besuchte er von September bis Oktober 1954 Zentralasien und vom 5. bis zum 14. Juli 1955 die Krim. 1955 organisierte er als Geschäftsträger einen Staatsbesuch des kanadischen Außenministers Lester Pearson bei Nikita Chruschtschow.
1961 berichtete Anatoli Michailowitsch Golizyn von einer erzwungenen Anwerbung Watkins durch den KGB. 1963 berichtete Juri Wassiljewitsch Krotkow weitere Details. 1964 wies Juri Iwanowitsch Nossenko Watkins als einen umgedrehten Botschafter aus. James Jesus Angleton ließ den Verdacht den kanadischen Regierungsbehörden mitteilen.
Watkins hielt sich, in den Ruhestand versetzt, krank in Paris auf. Er wurde aus dem Ruhestand nach London beordert. In London wurde Watkins verhaftet und mit Hilfe der CIA in das Holiday Inn, Downtown 420 Sherbrooke St. West Montreal transferiert. Dort wurde Watkins ab Mitte September 1964 von Leslie James Bennett und Harry Brandes von der Royal Canadian Mounted Police verhört. Knapp einen Monat nach seiner Festnahme starb Watkins. Dem Coroner, der die Leichenschau durchführte, war nicht mitgeteilt worden, dass es sich bei Watkins um einen reaktivierten Diplomaten handelte. Der offizielle Nachruf gab an, dass John Watkins im Kreis seiner illustren Freunde bei einer Abschiedsfeier an einem Herzinfarkt starb.
1980 veröffentlichte David Martin das Buch Wilderness of Mirrors in dem behauptet wurde, Watkins sei das Ziel von sowjetischer Erpressung, vor dem Hintergrund seiner homosexuellen Orientierung, gewesen. Im Oktober 1981 forderte, Jean-François Duchaîne, ein Parlamentarier der Parti Québécois, von der der Royal Canadian Mounted Police einen Bericht zum Tod von Watkins an. Das Protokoll der Royal Canadian Mounted Police von 1964 zeigte mittlerweile Lücken.
In einer Anhörung zu den Todesumständen von Watkins wurde behauptet, dass das knapp einmonatige Verhör von Watkins in Kanada für zehn Tage unterbrochen wurde, in welchen Watkins seine Cousins in Norval besuchte und den Arzt Alec Capon, welcher ihn in ein Krankenhaus einwies. Der Einweisung kam Watkins auf eigene Verantwortung nicht nach. Der neuerliche Polizeibericht räumte ein, dass Watkins während einer polizeilichen Vernehmung in einem Hotelzimmer in Montreal starb und stellte fest, er hätte Erpressungsversuchen der Sowjetunion nicht entsprochen.

## Veröffentlichungen
- Ian Adams, Agent of Influence: A True Story Toronto: General, 1999.

| Vorgänger                            | Amt                                                                      | Nachfolger           |
| ------------------------------------ | ------------------------------------------------------------------------ | -------------------- |
| Leolyn Dana Wilgress                 | Kanadischer Botschafter in Moskau 1. September 1948 bis 15. Februar 1951 | John Wendell Holmes  |
| Edward Joseph Garland                | Kanadischer Botschafter in Reykjavík 9. Juni 1952 bis März 1954          | Chester Ronning      |
| Edward Joseph Garland                | Kanadischer Botschafter in Oslo 31. Juli 1952 bis März 1954              | Chester Ronning      |
| Robert Arthur Douglass Ford          | Kanadischer Botschafter in Moskau 14. Januar 1954 bis 15. März 1956      | David Moffat Johnson |
| Herbert Frederick Brooks-Hill Feaver | Kanadischer Botschafter in Kopenhagen 2. Dezember 1958 bis 1960          | Hector Allard        |